# Abraham Solomon

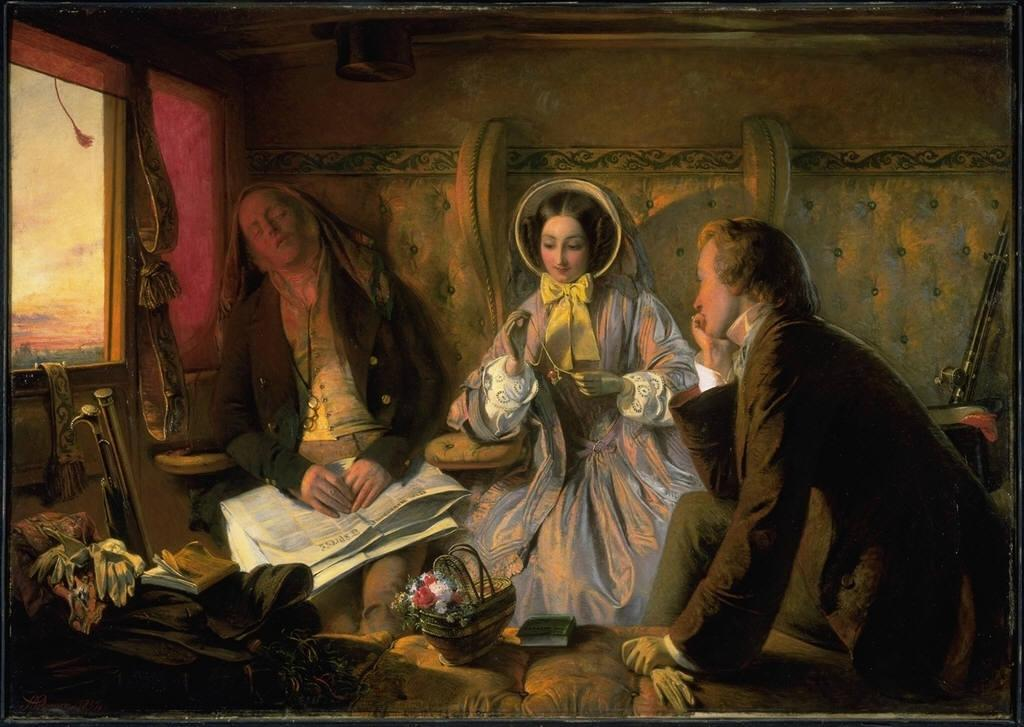
First Class – The Meeting, and at First Meeting Loved, 1854

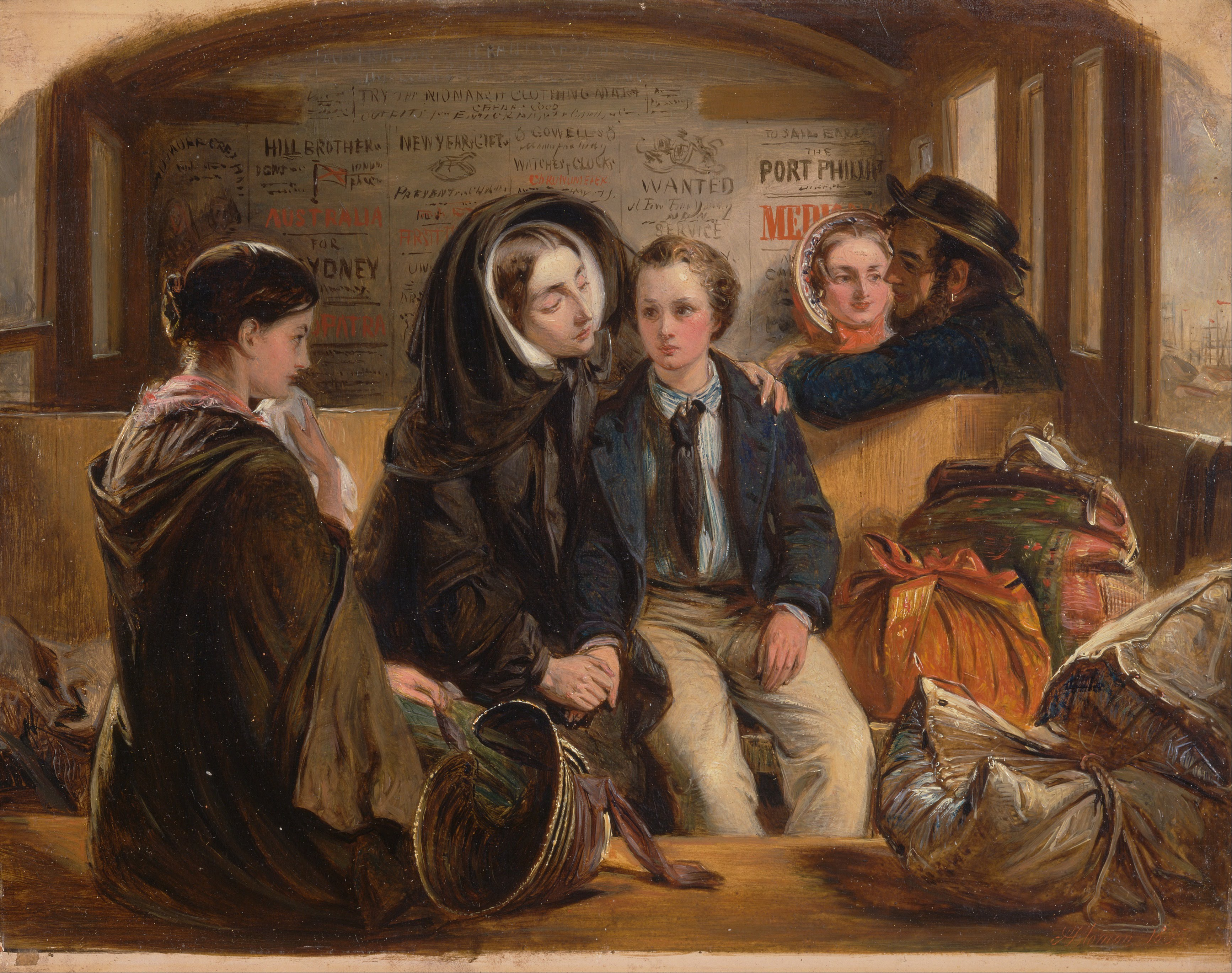
Second Class - The Parting. Thus part we rich in sorrow, parting poor, 1855

Abraham Solomon (* August 1823 in London; † 19. Dezember 1862 in Biarritz) war ein englischer Maler.
Abraham Solomon wurde 1823 als eines von acht Kindern einer kunstinteressierten Händlersfamilie geboren. Zwei weitere Geschwister, die neun Jahre jüngere Schwester Rebecca und der 21 Jahre jüngere Simeon, wurden auch Maler. Beide bekamen ihren ersten Zeichenunterricht von ihrem älteren Bruder Abraham.
Im Alter von dreizehn Jahren begann Abraham Solomon seine Ausbildung an der von Henry Sass geleiteten Kunstschule in Bloomsbury. 1839 wurde er an der Royal Academy aufgenommen. 1840 stellte er seine ersten Bilder in der Royal Society of British Artists aus und in den folgenden Jahren in der Royal Academy.
Abraham Solomon malte vorwiegend Genrebilder, anfangs oft nach literarischen Vorlagen. In den 1850er Jahren begann er Bilder von einiger Originalität in Gestaltung und Komposition zu malen, wobei er Bilder paarweise plante und damit um ein zusätzliches dramaturgisches Element erweiterte, wie. z. B. bei First Class – The Meeting (1854) und Second Class – The Parting (1855) oder Waiting for the Verdict und Not Guilty (beide 1857). Seine Gemälde zeigen auch soziales Engagement, wie z. B. Drowned! Drowned! (1860)
1860 heiratete Abraham Solomon, aber schon zwei Jahre später, 1862, starb er in Biarritz an einer Herzerkrankung.